# Nissan Primera
Der Nissan Primera ist ein Personenkraftwagen der Mittelklasse des Autoherstellers Nissan, das von Mitte 1990 bis Frühjahr 2007 in den drei Baureihen P10 (W10), P11 (W11) und P12 (W12) hergestellt wurde.
Im Herbst 1990 kam er als Nachfolger des Nissan Bluebird auf den Markt und war in allen Baureihen als Stufenheck und Fließheck erhältlich. Hinzu kam der Traveller (der Begriff kennzeichnet die Nissan-Kombi-Modelle), der allerdings in der ersten P11-Serie (1996–1997) nicht verfügbar war. Der Werkscode des Kombis unterscheidet sich von den übrigen Ausführungen, da er an Stelle des 'P' ein 'W' (für wagon) enthält. Der Primera wurde weitgehend im englischen Nissan-Werk in Sunderland gefertigt, nur die Kombi-Modelle des P10 wurden in Japan produziert.
Ab Frühjahr 2006 wurde die Ausstattungsvielfalt des Primera gemindert. Schließlich endete im Frühjahr 2007 die Produktion.
In den USA wurden die Generationen P10 und P11 unter dem Namen von Nissans Luxusmarke Infiniti als G20 vermarktet.
Die Anmeldung der schon in der EU eingetragenen Marke Primera gestaltete sich in Österreich zunächst schwierig, da das Patentamt die Eintragung zunächst wegen fehlender Unterscheidungskraft verweigerte. Nissan erhob dagegen Beschwerde an den Obersten Patent- und Markensenat, der dieser Folge gab und bestätigte, dass Primera als Marke für Kraftfahrzeuge eintragungsfähig ist.

## Baureihen im Überblick

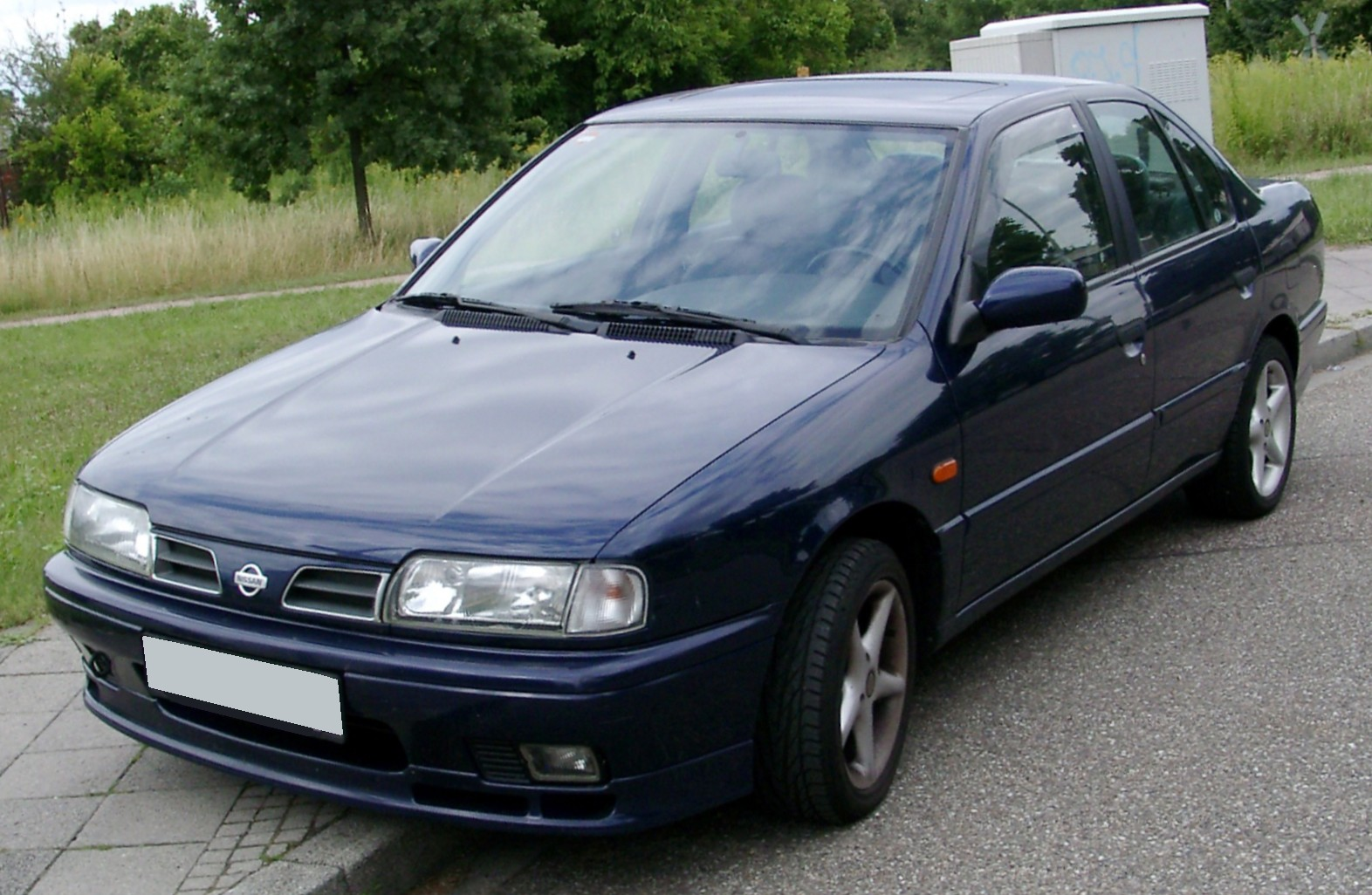
Nissan Primera P10 (1990–1997)
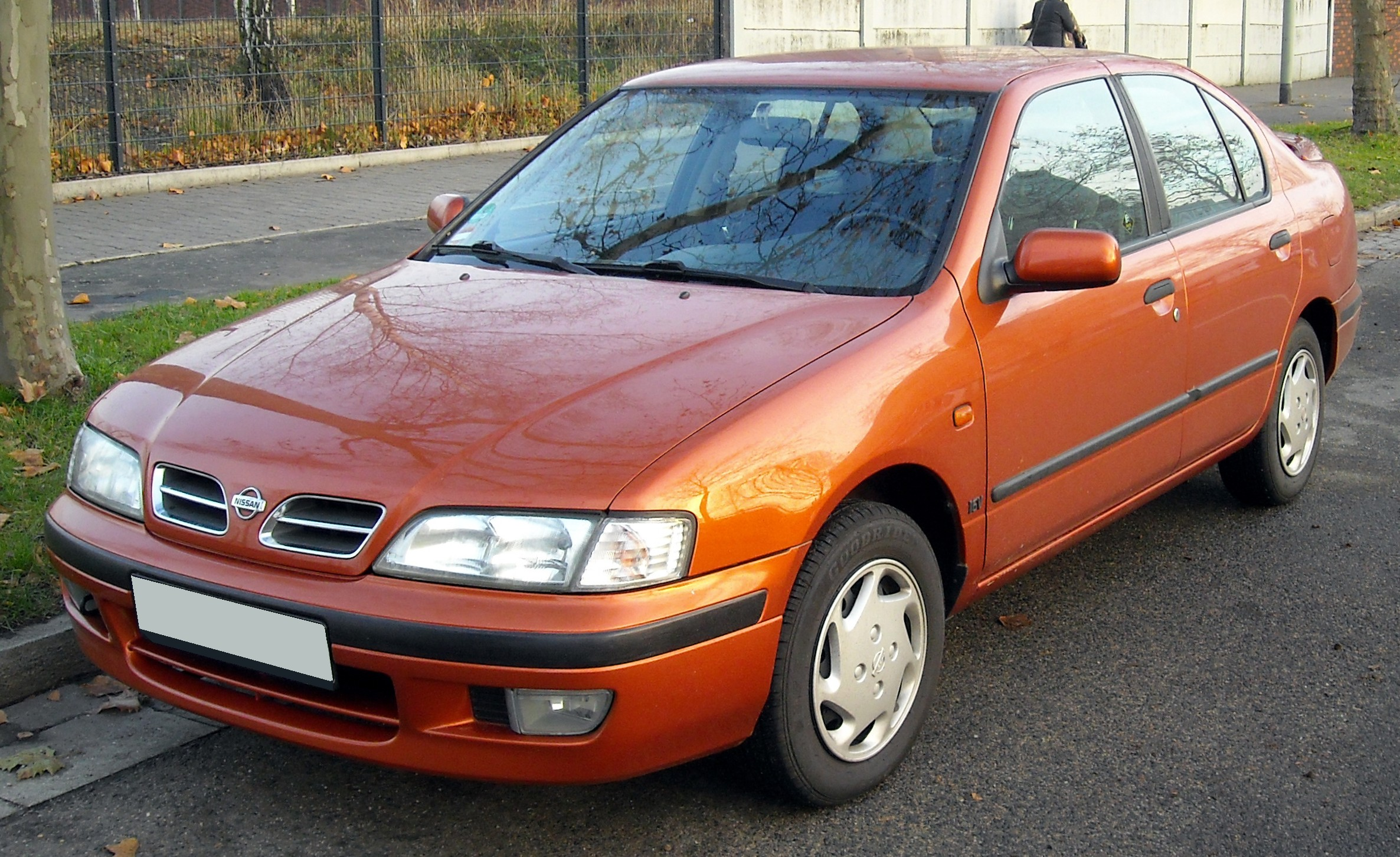
Nissan Primera P11 (1996–2002)
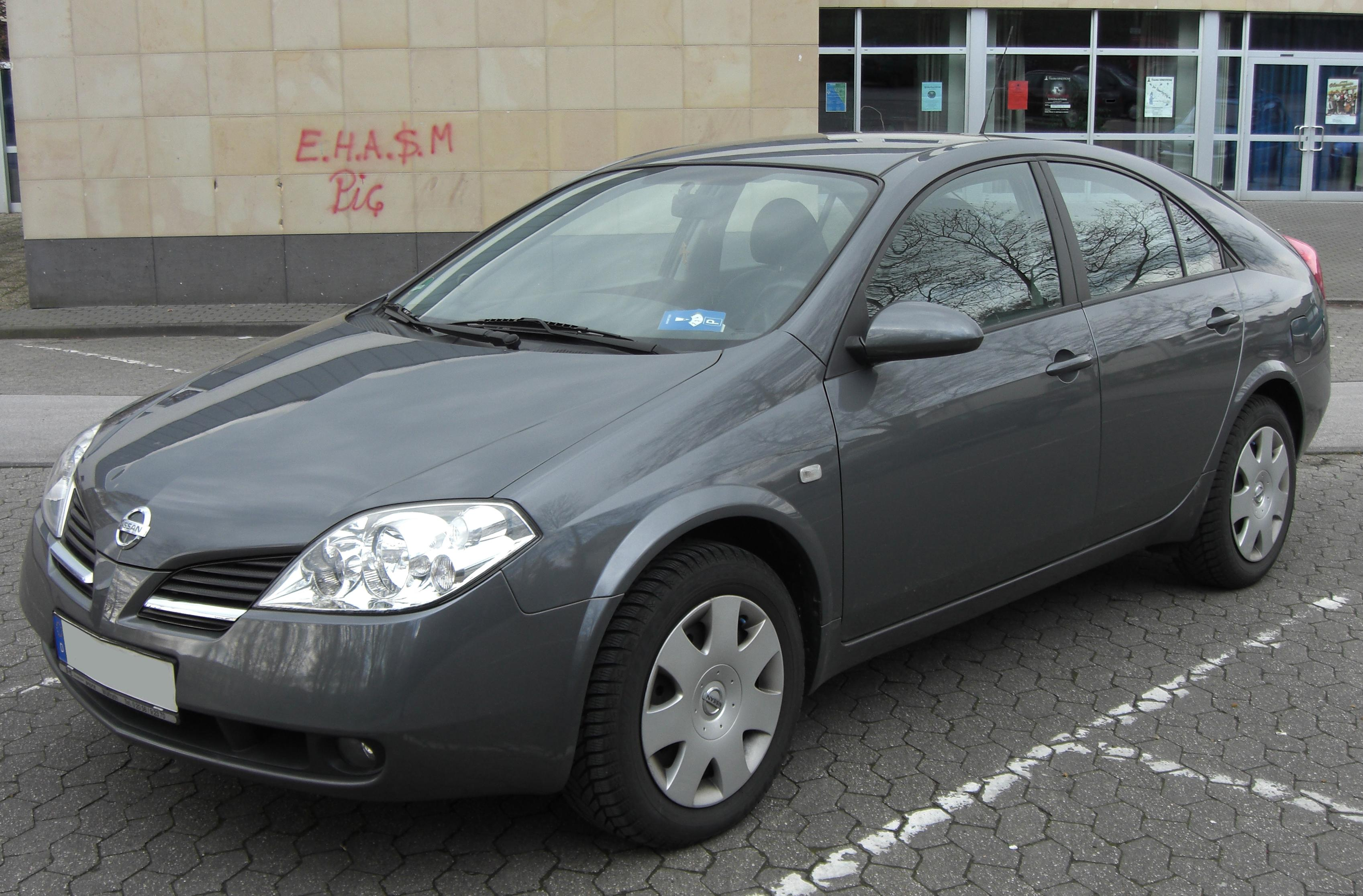
Nissan Primera P12 (2002–2007)